# مراقبة الطيور

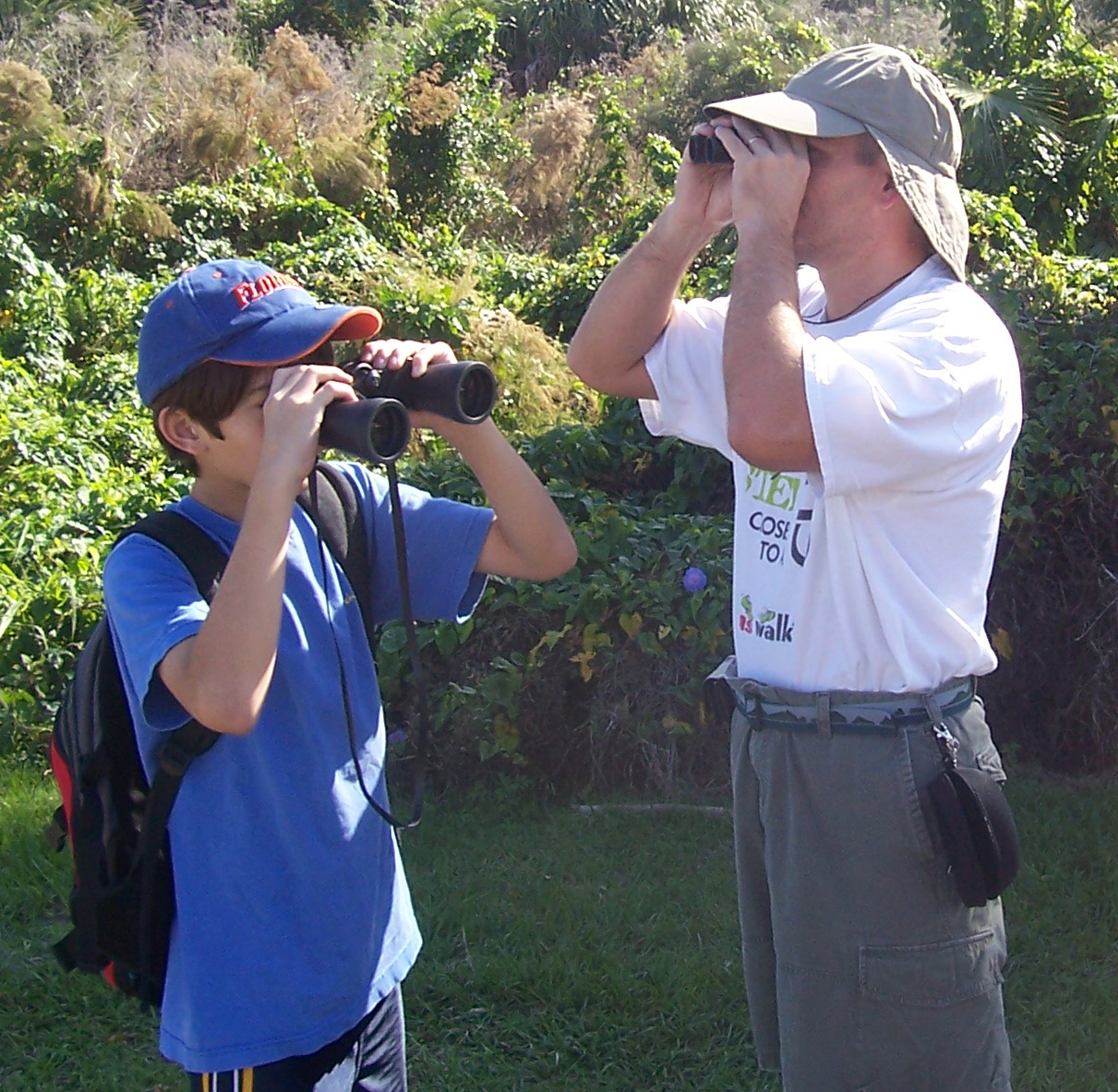
أشخاص يراقبون الطيور في جزيرة أوركيد في فلوريدا، مقاطعة إنديان ريفر (فلوريدا).

مشاهدة الطيور أو مراقبة الطيور نشاط ترفيهي يمارس إما بالعين المجردة أو بأجهزة بصرية كالنظارة المقربة أو المقراب. وقد يقتصر الأمر على الاستماع لأصوات الطيور.
تتضمن مراقبة الطيور عادة عنصر سمعي هام، إذ أن العديد من أنواع الطيور يمكن كشفها بسهولة والتعرف عليها بواسطة الأذن أكثر منه بواسطة العين. يمارس معظم مراقبو الطيور هذا النشاط لأسباب اجتماعية أو ترفيهية، على عكس علماء الطيور الذين ينخرطون في دراسة الطيور باستخدام أساليب عملية رسمية.

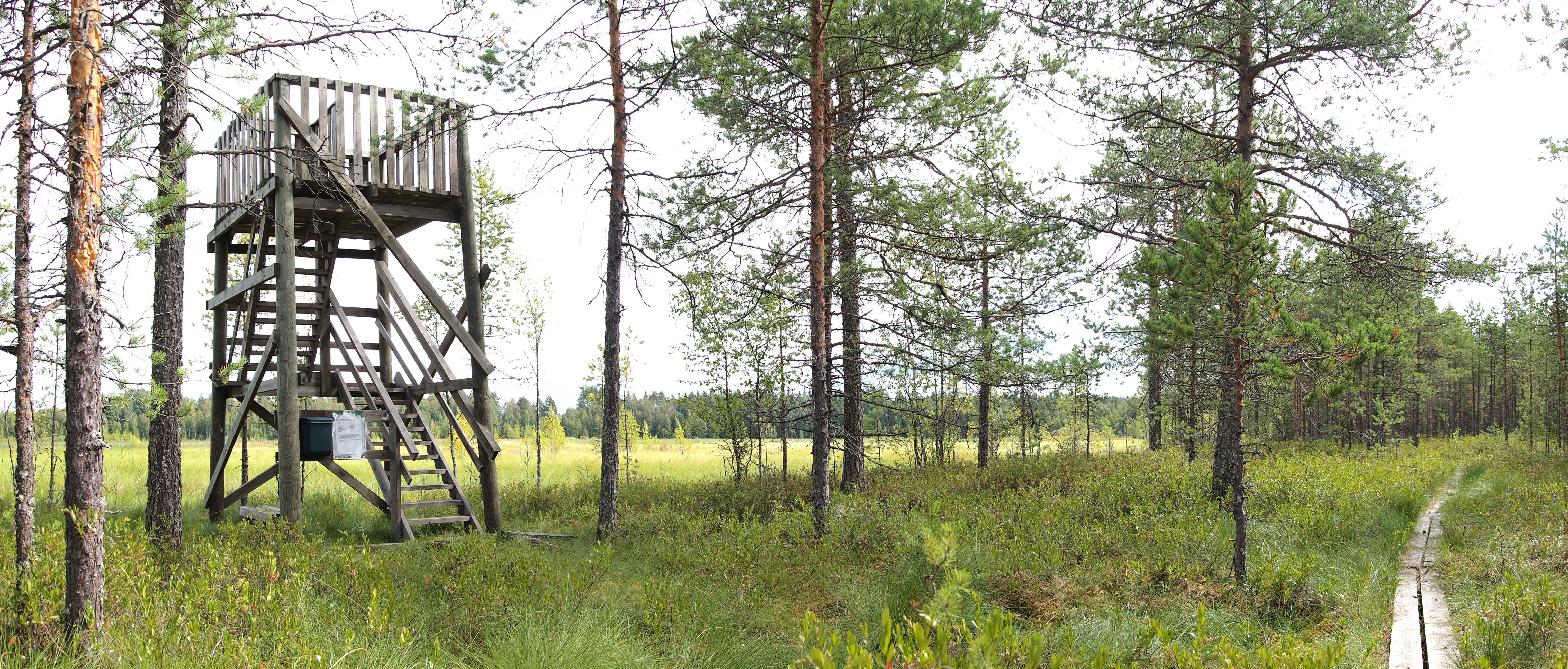
برج لمراقبة الطيور في فنلندا.

تشير السجلات إلى أن أول استخدام لمصطلح «مراقب طيور Birdwatcher» للمرة الأولى عام 1891؛ أما استخدام «طيور» كفعل فيعود لعام 1918. أما مصطلح «التعامل مع الطيور Birding» فاستخدم للدلالة على عدة ممارسات كالصيد باستخدام الأسلحة النارية، كما ورد في مسرحية وليام شكسبير «الزوجات المرحات في ويندسور» التي كتبها عام 1602.
يستخدم مصطلحا «مراقبة الطيور» أو التعامل مع الطيور«اليوم بأساليب متداخلة، وقد يفضل البعض استخدام» التعامل مع الطيور«لأن المراقبة قد تستثني عملية» الاستماع والاستمتاع بأصوات الطيور.
في أمريكا الشمالية، قام مراقبو الطيور بتمييز العديد من الطيور والتفريق بين أنواعها. يرى مراقبو الطيور أنفسهم أكثر الناس دراية بتفاصيل الهواية ومعرفة بالطيور والأقدر على تمييز أنواعها (سمعياً وبصرياً). كما بإمكانهم معرفة توزيع المناطق ومواسم الهجرة والموائل. قد يرتحل مراقبو الطيور وينتقلون في سبيل البحث عن الطيور ومراقبتها، أما المراقبون محدودي المجال، فيكتفون بالمراقبة من أفنية منازلهم والحدائق المحلية